# Paraboea multiflora
Paraboea multiflora är en tvåhjärtbladig växtart som först beskrevs av R. Brown, och fick sitt nu gällande namn av Brian Laurence Burtt. Paraboea multiflora ingår i släktet Paraboea och familjen Gesneriaceae.

## Underarter
Arten delas in i följande underarter:
- P. m. caulescens
- P. m. multiflora